# Alois Hitler

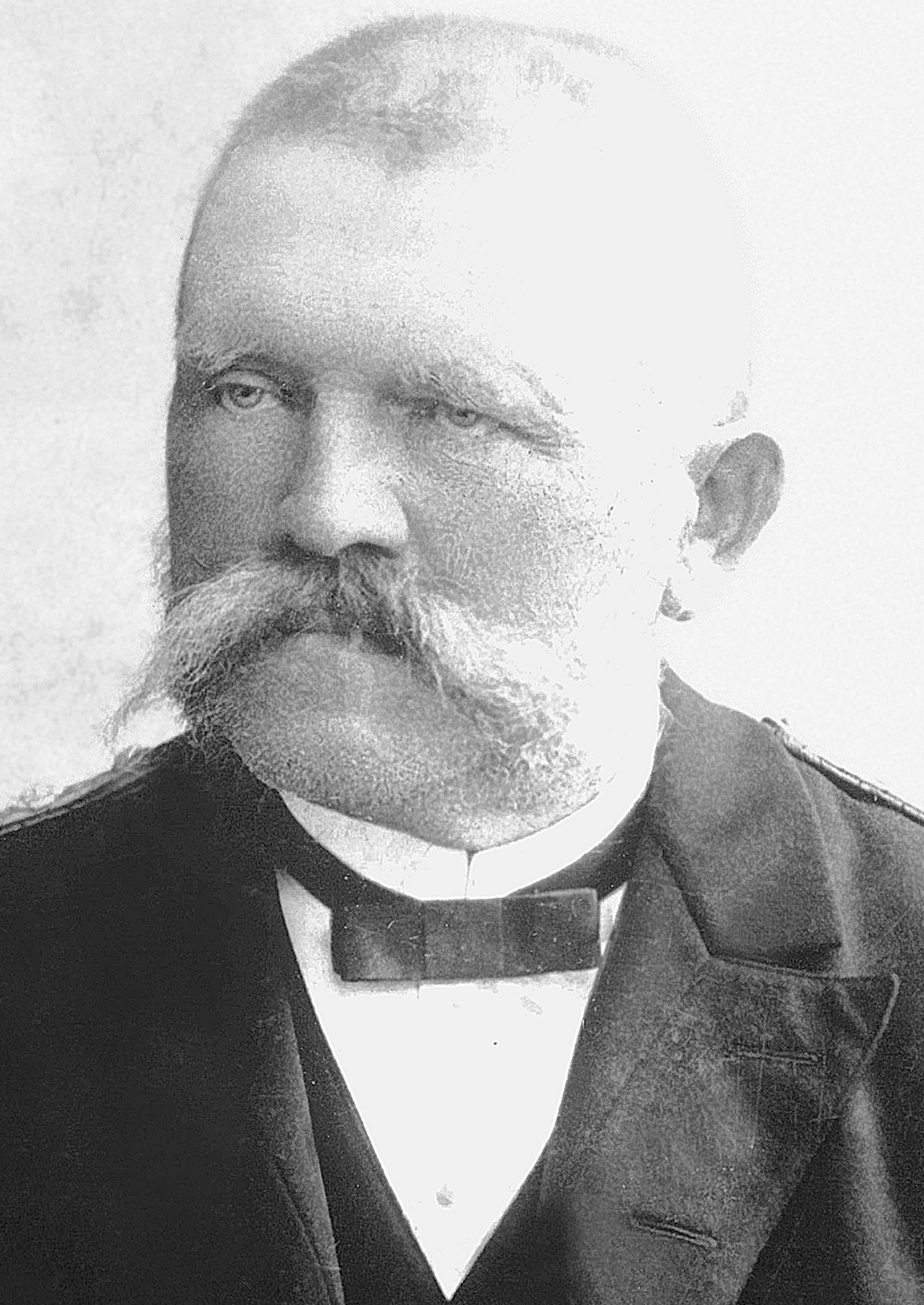
Alois Hitler

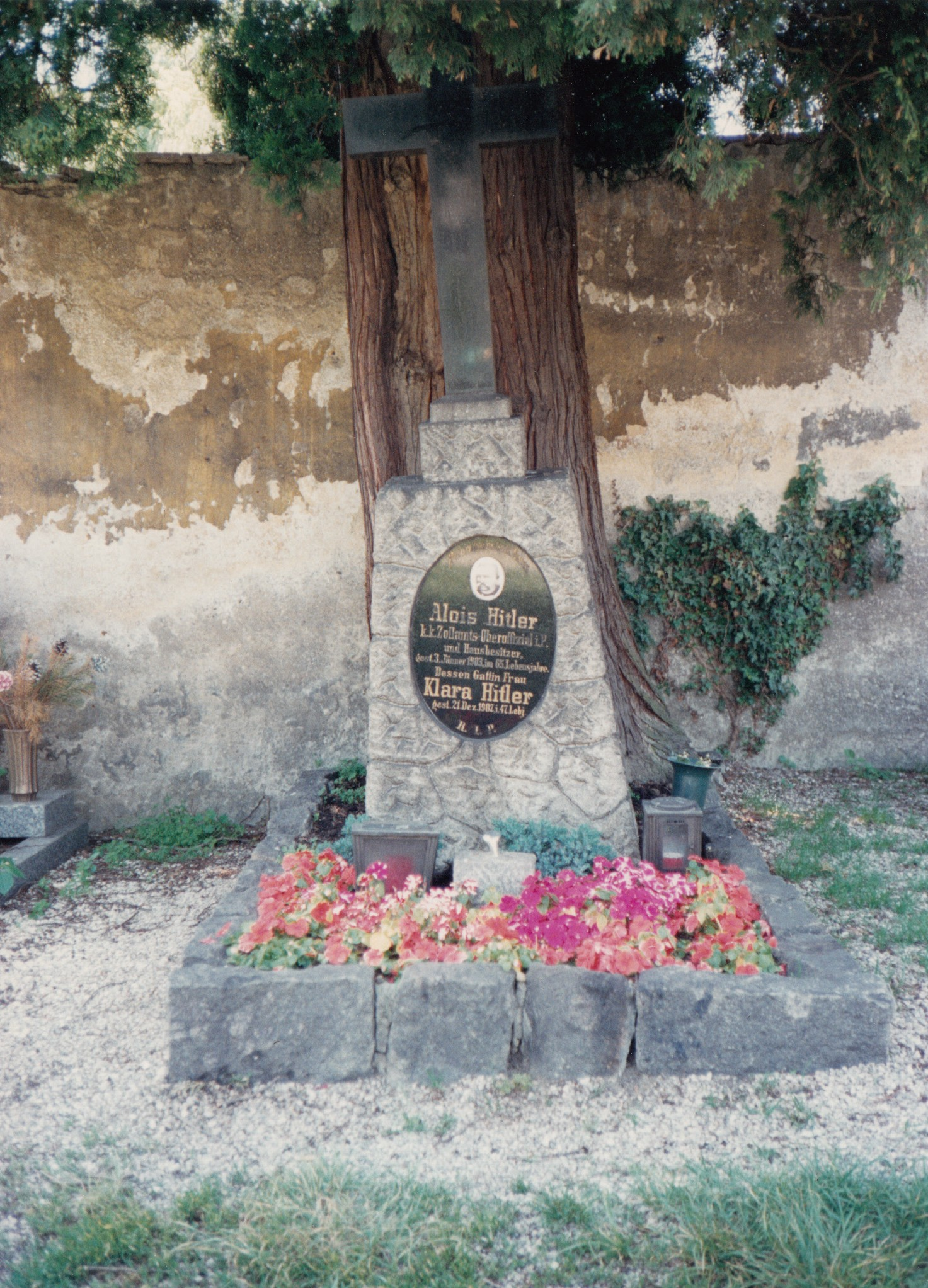
Hrob Aloise a Klary Hitlerových v Leondingu nedaleko Lince

Alois Hitler, rodným jménem Alois Schicklgruber (7. června 1837 Strones – 3. ledna 1903 Leonding, Rakousko-Uhersko), byl rakouským celním úředníkem a otcem Adolfa Hitlera.

## Původ
Alois Hitler byl nemanželským synem neznámého otce a jedné z dcer Johannese Schicklgrubera (1764–1847), sedláka z dolnorakouského Stronesu, a Theresie rozené Pfeisingerové (1769–1821) z rovněž dolnorakouského Dietreichsu. Manželé Jan a Terezie Schicklgruberovi žili na severozápadě Dolních Rakous v Lesní čtvrti (Waldviertel) na panství Waldreichs a obhospodařovali ve vesnici Strones statek číslo 1 s pozemky o 10 hektarech. 15. dubna 1795 se jim narodila dcera Anna Marie, pokřtěná téhož dne ve farním kostele sv. Petra a Pavla v Döllersheimu, kam byl Strones přifařen. Kmotrovství se ujala Anna Marie Sillipová, selka z Kleinmotten. 1. července 1796 přišla na svět dcera pokřtěná Mariana, jejíž kmotrou byla opět Anna Marie Sillipová. V literatuře bývá Mariana většinou označována jako Marie Anna.
Vídeňský genealog Karl Friedrich von Frank (1894–1975), jehož Adolf Hitler čelící fámám o židovském původu pověřil roku 1932 sestavením rodokmenu, určil za matku Aloise Hitlera a tím za babičku Adolfa Hitlera starší ze sester, Annu Marii Schicklgruberovou. Ke stejnému závěru dospěl genealog Rudolf Koppensteiner. Rakouská historička Anna Marie Sigmundová (* 1955) považuje naopak za matku Aloise Hitlera mladší ze sester Marianu Schicklgruberovou narozenou roku 1796. Mínění Sigmundové zastává i rakouský historik Roman Sandgruber.

### Vojenský výcvikový prostor Döllersheim
Po anšlusu Rakouska získala místa spojovaná s mládím Adolfa Hitlera a jeho předky kultovní status. Obec Döllersheim, jejíž součástí bylo rodiště Aloise Hitlera Strones, pojmenovala hlavní náves náměstí Aloise Hitlera. Matka Aloise Hitlera, jejíž původní hrobové místo na döllersheimském hřbitově již nebylo možné určit, získala čestný hrob. Nápis na hrobovém kříži: Zde odpočívá babička vůdce Marie A. Hitlerová, rozená Schicklgruberová, nar. 17. 4. 1795 ve Stronesu, zemř. 7. 1. 1847 v Kl. Motten, byl zcela chybný. Roku 1795 se narodila Anna Marie, nikoliv Marie A. neboli Mariana, která přišla na svět roku 1796. Krom toho se Anna Marie nenarodila 17. nýbrž 15. dubna 1795. Nenosila příjmení Hitler, nýbrž Hiedler po svém manželovi Johannu Georgu Hiedlerovi. 
Oblast Döllersheimská krajinka (Döllersheimer Ländchen) získaly krátce po anšlusu ozbrojené síly Německé říše Wehrmacht pro zřízení vojenského výcvikového prostoru Döllersheim, dnes vojenský výcvikový prostor Allentsteig. Již v červnu 1938 započalo vysídlování obyvatelstva zakončené v prosinci 1941. Rozhodnutí padlo na tuto oblast z důvodu odlehlosti a řídké osídlenosti, nikoliv proto, že Adolf Hitler chtěl zastřít svůj původ. Stavby ve vylidněném Döllersheimu a okolí zůstaly naopak z piety zachovány a byly hojně navštěvovány turisty.

## Osobní život

### Dětství ve Stronesu a Spitalu
Alois Hitler nosil po matce až do roku 1876 příjmení Schicklgruber. Narodil se 7. června 1837 ve Stronesu číslo 13, obec Döllersheim, Dolní Rakousy, na statku strýce Johanna Trummelschlagera a tety Josefy rozené Schicklgruberové, mladší sestry Aloisovy matky. Ještě v den narození byl pokřtěn ve farním kostele sv. Petra a Pavla v obci Döllersheim, kam byl Strones přifaren. V matričním záznamu o křtu uděleném farářem Ignazem Rueßkeferem je křestní jméno uvedeno ve formě Aloys. Sloupec pro záznam o otci zůstal prázdný. Ve sloupci pro záznamy o matce je uvedena Marie Anna Schicklgruberová. Trummelschlagerovi se ujali kmotrovství.
10. května 1842 se matka Aloise Schickelgrubera ve farním kostele sv. Petra a Pavla v Döllersheimu provdala za Johanna Georga Hiedlera (28. února 1792 Spital – 9. února 1857 Spital). V matričním záznamu o sňatku je u nevěsty uvedeno křestní jméno Anna. Z udaného věku 47 let vyplývá, že se narodila roku 1795. Ženich byl podle matričního záznamu padesátiletý svobodný mlynářský tovaryš pocházející z dolnorakouské obce Spital a příslušný do dolnorakouské obce Thürnthal ve faře Fels am Wagram. V době sňatku bydlel stejně jako nevěsta ve Stronesu číslo 22. Matriční údaj o svobodném stavu ženicha Johanna Georga Hiedlera není správný. Ve skutečnosti byl vdovcem po Anně Marii Baurové, dceři sedláka Johanna Baura z dolnorakouského Hoheneichu číslo 10, s níž se oženil 23. listopadu 1824 a přivedl ji do svého domova na mlýn v Hoheneichu číslo 23, zvaný později Stidlmühle nebo Stadlmühle. Manželství trvalo velmi krátce a skončilo tragicky. 10. dubna 1825 porodila Anna Marie Hiedlerová rozená Baurová syna pokřtěného jménem Johann, který zemřel o dva dny později. Jeho matka jej následovala na věčnost hned následujícího dne 13. dubna 1825.
Adresa snoubenců Anny Schicklgruberové a Johanna Georga Hiedlera, Strones číslo 22, byl výminek s polnostmi, na němž od roku 1817, poté co statek Strones číslo 1 předal synu Josefu Schicklgruberovi, hospodařil otec nevěsty Johann Schicklgruber do roku 1821 se svou ženou Terezií. Podle historického výzkumu o rodinných formách ve farnosti Cmunt (Gmünd) příslušné do stejného politického okresu jako Strones, byla instituce výminku s poměrně velkým hospodářstvím v Lesní čtvrti velmi rozšířená a nebylo výjimkou, když na výminku žily tři generace. Sedlák se po předání statku mladší generaci stěhoval na výminek i s nezaopatřenými dětmi, mezi něž čítaly neprovdané dcery a velmi často jejich nemanželské děti. Nemanželský původ nebyl v Rakousku v první polovině 19. století v poddanských vrstvách obyvatelstva výjimečný jev. Podíl nemanželsky narozených dětí mezi selským obyvatelstvem Lesní čtvrti kolem poloviny 19. století činil 40 %. Alois Schicklgruber žil s matkou na výminku svého děda Jana Schicklgrubera, který pod jeho střechu přijal i zetě Hiedlera. Po sňatku s Annou Schicklgruberovou pracoval Hiedler na dnes přehradou Dobrastausee zaplaveném mlýně Schloteinmühle u Waldreichsu. Roku 1844 děd Aloise Schicklgrubera výminek ve Stronesu číslo 22 prodal a odstěhoval se s dcerou, zetěm a vnukem k příbuzným Sillipovým do Kleinmottenu číslo 4, vesnice sousedící se Stronesem. V Kleinmottenu zemřela matka Aloise Schicklgrubera 7. ledna 1847. Její jméno je v úmrtní matrice uvedeno ve formě Hiedler MAnna a udán věk 50 let. Příčinou smrti byly dle matričního záznamu úbytě v důsledku plicního otoku. 9. ledna 1847 byla pohřbena v Döllersheimu.
Matriční záznam o úmrtí matky Aloise Schicklgrubera a matriční záznam o jeho narození, kde je jako matka uvedena Marie Anna Schicklgruberová, se zdají potvrzovat tezi rakouských historiků Sigmundové a Sandgrubera, že matkou Aloise Schicklgrubera byla mladší ze sester Schicklgruberových (*1796). Proti této tezi stojí fakt, že pouze při uzavření sňatku Anny Schicklgruberové s Georgem Hiedlerem mluvil kněz se snoubenci osobně. Při křtu dítěte uděleném bezprostředně po porodu nebyla matka přítomna, kněz se proto musel stejně jako při pohřbu spolehnout na údaje zprostředkované kmotry resp. příbuznými. Křestní jména Anna a Georg, zaznamenaná do matriky při svatbě Schicklgruberové s Hiedlerem, byla s největší pravděpodobností skutečně užívanými jmény snoubenců, což svědčí pro výzkumy genealogů von Franka a Koppensteinera, kteří za matku Aloise Schicklgrubera považovali Annu Marii Schicklgruberovou (*1795). Aloisův děd Johann Schicklgruber přežil svou dceru o třičtvrtě roku. 12. listopadu 1847 zemřel v Kleinmottenu číslo 9 na stařeckou slabost.
Nejpozději v souvislosti s matčinou smrtí byl Alois Schicklgruber poslán na vychování k Johannu Nepomukovi Hüttlerovi (1807–1888), mladšímu bratrovi jeho nevlastního otce, sedlákovi ve Spitalu číslo 36. Rovněž Johann Georg Hiedler se vrátil do rodného Spitalu, kde zemřel 9. února 1857 v domě č.p. 49. Příjmení obou bratrů je v matrikách psáno rozdílně, příjmení Hiedler je odvozeno od slova Hiedl, bavorsko-rakouského nářečního výrazu pro vyvěračku, místo vyústění podzemního vodního toku na povrch. V církevních matrikách se mimo tvary Hiedler a Hüttler objevují varianty Hidl, Hietler, Hittler a konečně Hitler.

### První manželství s Annou Glasslovou (1864/1873–1883)
První sňatek uzavřel Alois Hitler s o čtrnáct let starší Annou rozenou Glasslovou (1823–1883), dcerou daňového úředníka Josefa Glassla z dolnorakouského Theresienfeldu. Datum a místo sňatku nejsou známy. Německo-americký žurnalista Konrad Heiden (1901–1966), autor první vědecky zpracované biografie Adolfa Hitlera vydané poprvé v Curychu roku 1936, uvádí podle dnes ztraceného personálního aktu Aloise Hitlera rok svatby 1864. K tomuto datu se přiklání i rakouský historik Roman Sandgruber. Do roku 1873 klade datum sňatku Marie Pernsteinová († 1955), od roku 1913 učitelka a v letech 1921 až 1933 ředitelka obecné dívčí školy v Braunau na Innu. Persteinová sbírala materiál k dětství a mládí Adolfa Hitlera, mezi jiným výpovědi braunauských pamětníků o rodině Hitlerově, a zanechala soukromé poznámky sepsané v letech 1938 až 1939. Fotokopie rukopisu je uložena v archivu mnichovského Institutu pro soudobé dějiny. Podle Konrada Heidena i Marie Pernsteinové byla Anna Glasslová schovankou a adoptivní dcerou zámožného celního úředníka Josefa Hoerera ze solnohradského Radstadtu. Oba uvádějí, že bezdětné manželství bylo 7. listopadu 1880 rozvedeno okresním soudem v Braunau na Innu. Rozvod znamenal oddělení společné domácnosti, tzv. rozvod od stolu a lože, nikoliv církevní rozluku manželství, které formálně existovalo nadále. Anna Hitlerová rozená Glasslová zemřela 6. dubna 1883 ve věku šedesáti let na úbytě. Její stav v úmrtní matrice je udán jako manželka celního úředníka, místo úmrtí Braunau na Innu, Ringelgasse 149 (nyní Palmstrasse 19).

#### 1876: změna příjmení z Schicklgruber na Hitler
Roku 1876 došlo k prohlášení tehdy devětatřicetiletého Aloise Schicklgrubera za legitimního syna Johanna Georga Hiedlera a ke změně příjmení z Schicklgruber na Hitler. Jednalo se o akt vykonaný v souladu s platnými zákony. 6. června 1876 předstoupili Josef Romeder, Johann Breiteneder a Engelbert Pautsch ze Spitalu před notáře Josefa Penknera z Weitry a dosvědčili, že Hiedler před smrtí prohlásil Aloise Schicklgrubera za svého legitimního syna. V protokolu sepsaném notářem byl označen jako Georg Hitler. Protokol stvrzený podpisy svědků byl předán farnímu úřadu v Döllersheimu a jeho obsah zaznamenán k zápisu o narození a křtu Aloise Schickelgrubera. Ve sloupci Jméno křtěných bylo přeškrtnuto příjmení Schicklgruber, do sloupce se jménem a příjmením otce byl zapsán Georg Hitler a poznamenáno datum svatby rodičů. Z nemanželského Aloise Schicklgrubera se stal manželský syn Georga Hitlera: Alois Hitler. Döllersheimský farář Josef Zahnschirm informoval o uznání otcovství a změně příjmení farní úřad v Braunau na Innu a okresní hejtmanství v Mistelbachu. Okresní hejtmanství ověřovalo zákonnost postupu a korespondovalo v této záležitosti s biskupským sekretariátem v Sankt Pöltenu, ředitelstvím finanční správy v Braunau na Innu a dolnorakouským místodržitelstvím ve Vídni. Dolnorakouské místodržitelství jako nadřízený orgán okresního hejtmanství potvrdilo oznámením z 6. října 1876, že oficiál celního úřadu Alois Schicklgruber je oprávněn nosit jméno Alois Hitler. Časová prodleva 19 let po smrti J. G. Hiedlera vyvolala mezi historiky diskusi, zda se svědecké výpovědi Romedera, Beitenedera a Pautsche zakládaly na pravdě. Nejasný zůstává iniciátor uznání otcovství a rovněž důvod. Britský historik Ian Kershaw (*1943) píše, že změnu příjmení nechal provést Alois Schicklgruber. Nejčastěji se za zosnovatele považuje Hiedlerův mladší bratr a pěstoun Aloise Schicklgrubera, Johann Nepomuk Hüttler. Jako důvod se uvádějí dvě možnosti: za prvé, Johann Nepomuk Hüttler byl biologickým otcem Aloise Schickelgrubera a chtěl tento fakt zastřít, za druhé přání pěstouna zanechávajícího pouze ženské potomky přenést rodinné příjmení na schovance. Roman Sandgruber poukazuje na možnost, že Hüttler hodlal uznat Aloise Schicklgrubera za vlastního syna a umožnit mu tím podíl na dědictví. Hüttlerův zeť Josef Romeder tomu předešel svědeckým prohlášením o otcovství Johanna Georga Hiedlera.

### Druhé manželství s Franziskou Matzelsbergerovou (1883–1884)
Alois Hitler udržoval během prvního manželství milenecký poměr s Franziskou Matzelsbergerovou (1861–1884), dcerou sedláka Sebastiana Matzelsbergera (1807–1869) a Marie rozené Weyrerové (1820–1896) z Wengu im Innkreis číslo 53, později výminkáře z č.p. 70 tamtéž. Marie Pernsteinová zaznamenává, že se s dívkou seznámil, když se na počátku osmdesátých let 19. století v Braunau přestěhoval z domu obchodníka Schüdla na náměstí (nyní Stadtplatz 34) do Streifova hostince (pravděpodobně v nynější ulici Linzerstrasse), kde byla Matzelsbergerová zaměstnána. 
Z jejich vztahu vzešel syn Alois (13.1.1882–1956), narozený ve Vídni jako Alois Matzelsberger. 6. dubna 1883 zemřela v Braunau na Innu první manželka Aloise Hitlera Anna. K církevní rozluce rozvedeného manželství nedošlo a proto mohl svazek s Matzelsbergerovou Alois Hitler legalizovat teprve po její smrti. Svatba Aloise Hitlera a Franzisky Matzelsbergerové se konala 22. května 1883 ve farním kostele sv. Pankráce v Ranshofenu. Jako bydliště ženicha je v matrice uvedeno Braunau na Innu, Vorstadt číslo 219 (nyní Salzburger Vorstadt 15). Uzavřením sňatku byl syn Alois Hitler mladší legitimován a obdržel příjmení po otci. 28. července 1883 se narodila dcera Angela Hitlerová († 1949), provdaná roku 1903 v hornorakouském Linci za úředníka Leo Raubala (1879–1910) a roku 1936 v Berlíně za architekta Martina Hammitzsche (1878–1945) působícího v Drážďanech. 
Druhé manželství Aloise Hitlera trvalo necelých patnáct měsíců. Franziska onemocněla tuberkulózou, o léčbu se snažila v lesním prostředí samoty Lach nedaleko Braunau, kde nemoci podlehla 10. srpna 1884 na statku Lachthomerl (č.p. 1). Byla pohřbena v Ranshofenu. Zprávu o její smrti přinesl týdeník Neue Warte am Inn 17. srpna 1884.

### Třetí manželství s Klarou Pölzlovou (1885–1903)
Konrad Heiden a Marie Pernsteinová uvádí, že Alois Hitler a jeho první žena Anna přijali do své domácnosti v Braunau roku 1874 nebo 1875 svou čtrnácti- nebo patnáctiletou příbuznou Klaru Pölzlovou. Když roku 1880 došlo k rozvodu manželství a domácnost Aloise Hitlera vedla jeho milenka Franziska Matzelsbergerová, musela Klara Pölzlová podle Heidena na její popud odejít z domu a hledat si zaměstnání ve Vídni. V Hitlerově rodině v Braunau na Innu se nacházela nejpozději krátce před nebo po smrti druhé ženy Aloise Hitlera Franzisky. Její skon se časově kryje s počátkem prvního těhotenství Klary Pölzlové. 
Uzavření manželství Aloise Hitlera a Klary Pölzlové podle katolického ritu bylo z důvodu blízkého příbuzenství podmíněno vyžádáním papežského dispensu, neboli udělení výjimky z překážky manželství. Matka Klary Hitlerové Johana Pölzlová, rozená Hüttlerová, byla Aloisovou sestřenicí a Klara tedy neteří z druhého kolene. Žádost o dispens zaslaná 27. října 1884 biskupskému ordinariátu v Linci obsahovala schematický náčrtek rodokmenu obou snoubenců. Jako společný předek byl udán Martin Hüttler (1762–1829), praděd nevěsty a děd ženicha, manžel Anny Marie Göschlové (1760–1854) a otec bratrů Johanna Georga Hiedlera a Johanna Nepomuka Hüttlera. V žádosti se uvádí, že ženich je vdovcem a otcem dvou a půlletého chlapce a rok a dva měsíce starého děvčete, jejichž péči po smrti matky převzala nevěsta. Ta je nemajetná a proto bez vyhlídek na jiný sňatek. 7. ledna 1885 se Alois Hitler ve farním kostele sv. Štěpána v Braunau na Innu oženil s Klárou Pölzlovou. V matriční záznamu o svatbě je uvedena služební hodnost Aloise Hitlera c. k. oficiál celního úřadu, jeho bydliště je udáno stejně jako při předchozí svatbě na adrese Braunau na Innu, Vorstadt číslo 219 (nyní Salzburger Vorstadt 15). Jednalo se o právovárečný měšťanský dům ze 17. století s hostincem a nájemnými byty. Alois Hitler si v prvním patře pronajímal byt o čtyřech pokojích s kuchyní a využíval sklep, půdu, stáj, zeleninovou zahradu a sad. Noticku o svatbě přinesly v rubrice „Rodinné zprávy“ lokální noviny Neue Warte am Inn.
Během osmnáctiletého manželství poznamenaného častým stěhováním se narodilo šest dětí, z nichž se pouze dvě, Adolf a Paula, se dožily dospělosti. 17. května 1885 se v Braunau na Innu narodil syn Gustav, 23. září 1886 následovala dcera Ida. Obě děti zemřely v batolecím věku na záškrt, Gustav 9. prosince 1887, Ida 22. ledna roku 1888. Adolf byl třetím, nikoliv jak je v literatuře mylně uváděno čtvrtým a prvním přeživším dítětem Aloise a Kláry Hitlerových. Na chybu zakládající se na výpovědi Pauly Hitlerové, nejmladšího dítěte Aloise a Kláry Hitlerových, vyslýchané po druhé světové válce orgány amerických okupačních sil, upozornil roku 2016 Florian Kotanko. Adolf Hitler se narodil 20. dubna 1889 a dva dny po narození byl pokřtěn ve farním kostele sv. Štěpána. V červnu 1889 se rodina Hitlerova v Braunau na Innu přestěhovala z domu Vorstadt číslo 219 do domu zvaného Hörlhaus (nyní Altstadt 16), v září 1890 do domu zvaného Botenhaus (nyní Linzer Strasse 47). Na této adrese přišel 17. června 1892 na svět syn Otto, který zemřel za šest dní na vodnatelnost mozku. Jednadvacetiletý pobyt Aloise Hitlera v Braunau na Innu ukončilo v srpnu roku 1892 služební přeložení na rakousko-bavorskou hranici u Pasova. Mezi zářím 1892 a dubnem 1893 žili Hitlerovi v Pasově na adrese Neumarkt 449 (nyní Theresienstrasse 23), od května 1893 na adrese Kapuzinerstrasse 31 (nyní Kapuzinerstrasse 5). Tam v březnu 1894 přišel na svět syn Edmund (1894–1900). Po přeložení Aloise Hitlera v dubnu 1894 do Lince našla rodina podnájem na druhém břehu Dunaje v městě Urfahr, nejprve na Kreuzstrasse číslo 9 a od listopadu 1894 do května 1895 na Kaarstrasse číslo 27, v domě, jehož majitelem byl Leopold Mostny (1843–1942), průmyslník a dlouholetý urfahrský obecní rada za Německou nacionální stranu. Židovský původ Leopolda Mostného byl důvodem, proč dům Kaarstrasse číslo 27 nebyl po anšlusu Rakouska tak jako jiná bydliště mladého Adolfa Hitlera památkově chráněn a pobyt Hitlerovy rodiny v Urfahru byl zamlčen. Syn Alois Hitler mladší začal roku 1894 studium na c. k. státní reálné škole v Linci. Otec pro něj plánoval kariéru inženýra. Již po prvním semestru musel školu pro hrubé porušení disciplíny opustit. Roku 1895 se v Urfahru začal učit číšníkem.
V dubnu roku 1895 završil Alois Hitler čtyřicátý rok služby u celní správy. Byl rozhodnut odejít do penze a věnovat se zemědělství. Již v únoru roku 1895 zakoupil společně se svou ženou Klarou statek Rauschergut v hornorakouské osadě Hafeld číslo 15 (nyní Almsteg 29) s dvaceti hektary půdy. Klara Hitlerová se ihned odstěhovala do Hafeldu společně s nevlastní dcerou Angelou, syny Adolfem a Edmundem, svou neprovdanou sestrou Johanou Pölzlovou (1863–1911), která žila v domácnosti Hitlerových již v Braunau, a Marií Matzelsbergerovou (1820–1896), výměnkářkou z Wengu. Marie Matzelsbergerová byla matkou druhé ženy Aloise Hitlera a tím babičkou Aloise mladšího a Angely. Alois i Klara k ní měly dobrý vztah. U svých prvních dvou dětí Gustava a Idy ji požádali o zastupování kmotrů Johanna a Johanny Prinzových z Vídně při křtu. Do Hafeldu si ji vzali na dožití. Marie Matzelsbergerová zemřela v únoru 1896 a byla pohřbena u kostela sv. Petra v obci Fischlham. Alois Hitler přibyl do Hafeldu po nástupu do penze na konci června 1895. Syn Adolf započal roku 1895 školní docházku v malotřídné obecné škole ve Fischlhamu. V lednu 1896 se v Hafeldu narodilo poslední dítě Aloise a Klary Hitlerových, Paula (1896–1960). Již v červnu 1897 Hitlerovi statek v Hafeldu prodali a přesídlili do blízkého Lambachu. První přístřeší ve mlýně Schmiedmühle na řece Traun poskytl rodině Hans Wieser, rodák ze Stronesu, který se na mlýn přiženil. V důsledku potopy, která postihla okolí Lambachu v červenci 1897, přesídlili na náměstí Marktplatz číslo 58, do hostince Černý orel (Schwarzer Adler). Syn Adolf navštěvoval v Lambachu plně organizovanou obecnou školu a působil v chlapeckém pěveckém sboru při klášterní škole benediktinského opatství Lambach. Syn Alois Hitler mladší získal roku 1898 v Urfahru výuční list v oboru číšník a odešel za prací do Vídně.
V listopadu roku 1898 zakoupili Alois a Klara Hitlerovi od poštmistra Augusta Breslmayera v Leondingu dům číslo 61 (nyní Michaelsbergstrasse 16, od roku 1970 Pohřební služba Leonding) s pozemkem o výměře 2 165 metrů čtverečních. Z kupní ceny 3 850 zlatých zaplatili 2 500 zlatých hotově, zbylá částka tvořila zástavní dluh. Z Lambachu se rodina přestěhovala v únoru 1899. Alois Hitler se v Leondingu věnoval včelařství a ovocnářství, angažoval se v pěveckém spolku a v politickém dění. V červnu roku 1900 podlehl šestiletý syn Edmund narozený v Pasově spalničkám a byl pohřben na leondinském hřbitově. Syn Adolf začal po vychození páté třídy obecné školy v Leondingu roku 1900 navštěvovat c. k. státní reálnou školu v Linci a již první ročník opakoval. Alois Hitler mladší se v prosinci 1900 dopustil v činžovním domě ve Vídni opakované krádeže 24 hořáků plynových lamp v ceně 260 zlatých a byl odsouzen k pětiměsíčnímu, roku 1902 za nedokonané vloupání do obchodu s lahůdkami k osmiměsíčnímu žaláři. Paula začala roku 1902 v Leondingu docházku do obecné školy.

### Nemoc a smrt v Leondingu
Nejpozději od léta 1902 trpěl Alois Hitler vážnými zdravotními problémy. Pohlednicí odeslanou 28. prosince 1902 sdělil bývalému sousedovi Josefu Wührerovi z Hafeldu, že jej v srpnu postihlo prudké krvácení vyvolané námahou při skládání uhlí do sklepa. Smrt ho dostihla nenadále 3. ledna 1903 dopoledne ve Stiflerově hostinci, Leonding číslo 12 (od roku 1903 Wirtshaus Wiesinger, dnes Pizzeria Bardolino, Michaelsbergstrasse číslo 1), jehož byl stálým hostem. Podle očité svědkyně Marie Wiesingerové, družce majitele hostince Michaela Stiflera, po prvním doušku vína náhle zkolaboval, byl přenesen do vedlejší místnosti a skonal dříve než dorazil hostinským vyrozuměný lékař, který jako příčinu úmrtí diagnostikoval plicní krvácení. Kožená pohovka, na které podle legendy zemřel, je dodnes součástí zařízení pizzerie. 5. ledna 1903 byl Alois Hitler pohřben na hřbitově v Leondingu. V srpnu roku 1907 navrhl Adolf Hitler pro otcův hrob pomník z přírodního kamene s křížem na temeni a oválnou dřevěnou deskou s fotografií Aloise Hitlera a jeho životními daty. Po smrti své matky 21. prosince 1907 navrhl novou desku z lakovaného plechu s životními daty obou rodičů.
Manželce Aloise Hitlera příslušelo jako vdově po státním úředníkovi jednorázové odškodnění ve výši manželovy plné čtvrtletní penze, které činilo 605 korun. Vdovská penze jí byla vyměřena ve výši 1 200 korun ročně, k tomu přispíval stát na každé z nezaopatřených dětí Angelu, Adolfa a Paulu po 240 korunách. Angela se již na podzim roku 1903 provdala, čímž příspěvek zanikl. Za poručníka dětí byl určen starosta Leondingu a politický přítel Aloise Hitlera Josef Mayrhofer.

#### Zrušení hrobového místa
V březnu 2012 se jedna z přímých potomků Aloise Hitlera a jeho druhé ženy Franzisky, smluvní uživatelka hrobového místa na hřbitově v Leondingu, v němž byli Alois a Klara Hitlerovi pohřbeni, vzdala uživatelských práv. S jejím souhlasem byl odstraněn pomník i cypřiš v záhlaví a hrobové místo zrušeno. K exhumaci ostatků Aloise a Kláry Hitlerových nedošlo.

## Služební kariéra
Autor nekrologu uveřejněného 8. ledna 1903 v týdeníku Linzer Tages-Post uvádí, že Alois Hitler byl vybaven pouze základním vzděláním v obecné škole a na úřednickou dráhu se připravoval autodidakticky. Ve Spitalu se Alois Schicklgruber vyučil u ševce Antona Ledermüllera, organizovaného v cechu mistrů obuvníků ve Zwettlu. Dvouleté učení ukončil v březnu 1852 tovaryšskou zkouškou a vydal se do Vídně na zkušenou. Roku 1855 vstoupil do řad finanční stráže, ozbrojeného sboru rakouské důchodové a celní správy a zahájil čtyřicetiletou kariéru státního zaměstnance, která ho zavedla na rakousko-bavorskou hranici do Salcburska a Horních Rakous. Z míst jeho působení je znám Salcburk, Wels, Schärding, Mariahilf u Pasova, Braunau na Innu, Pasov a Linec. Roku 1860 dosáhl služební hodnosti vrchního dozorce, roku 1864 povýšil z rescipienta finanční stráže na prozatímního úředního asistenta a tím ze služby celního strážníka v terénu do stavu pragmatizovaného úředníka. V roce 1869 postoupil z místa úředního asistenta hlavní celnice v Schärdingu na výběrčího vedlejší celnice druhé třídy v Mariahilfu u Pasova. Roku 1871 byl jmenován kontrolorem a přesazen na nově zřízenou vedlejší celnici první třídy v Braunau na Innu, roku 1875 povýšil na oficiála. V roce 1892 jej c. k. hornorakouský místodržící jmenoval prozatímním vrchním oficiálem na rakouské straně hranice u Pasova. Roku 1894 byl přesazen do Lince. Po dovršení 40 let služby požádal Alois Hitler o propuštění do penze, kterou nastoupil 25. června 1895 s ročním příjmem 1.100 zlatých.

## Zájem o zemědělství
Alois Hitler se intenzívně věnoval včelařství, koncem 19. století módní disciplíně měšťanských kruhů umožňující vylepšení rodinného rozpočtu. Prodával med, včelstva a příslušenství. Na svých působištích se angažoval ve včelařských spolcích a tam kde dosud neexistovaly, se podílel na jejich založení. Zajímal se o moderní metody v zemědělství. Vědomosti získal pravděpodobně na přednáškách a kurzech na vzorových zemědělských statcích agrárních pionýrů Ferdinanda Wertheimera (1818–1883) v Ranshofenu a Georga Wieningera (1859–1925) v Otterbachu u Schärdingu. Dvakrát se pokusil teoretické znalosti uplatnit v praxi. Roku 1889 zakoupili Alois a Klara Hitlerovi v dolnorakouském Wörnhartsu číslo 9 statek s pozemky o 26 hektarech za 5.000 zlatých a převzetí hypotéky ve výši 2.000 zlatých, jíž byl statek zatížen. Už do roka se ukázalo, že statek obhospodařovaný najatým personálem pod dozorem Klářiny mladší sestry Johanny Pölzlové (1863–1911) neprosperuje a Alois Hitler se rozhodl pro prodej uskutečněný s mírným ziskem roku 1892. V únoru 1895, krátce před odchodem Aloise do penze, zakoupili manželé Hitlerovi za 7.250 zlatých v hornorakouské osadě Hafeld u obce Fischlham statek číslo 15 zvaný Rauschergut či Schrottaugut (nyní Almsteg 29) s dvaceti hektary zemědělské půdy. Prodejcem byl penzionovaný cestářský mistr Josef Radlegger z Welsu, který statek získal roku 1894 v dražbě. Krom hovězího a vepřového dobytka a drůbeže si Hitlerovi drželi dva koně a Alois si nechal postavit velký včelín. Splácení kupní ceny a obhospodařování statku překročilo finanční prostředky i síly rodiny. Potíže s personálem, odlehlost místa a problémy s integrací ve venkovském společenství přispěly už na podzim roku 1896 k rozhodnutí statek prodat. V červnu 1897 koupil statek Rauschergut pražský rodák, právník a spisovatel Konrád rytíř ze Zdekauerů (1847–1929). Hitlerovi pravděpodobně nezískali plnou výši ceny, kterou požadovali, prodej je však zachránil před přírodní katastrofou. Pouhý měsíc po prodeji postihla Hafeld stoletá voda a způsobila na statku velké škody, další potopa přišla roku 1899.

## Zájem o politiku
Během aktivní služby u celní správy se Alois Hitler jako státní zaměstnanec nesměl politicky angažovat. Jeho zájem o politické dění je možné sledovat teprve po odchodu do penze a zvláště po prodeji statku Rauschergut v Hafeldu a přestěhování do Lambachu. Alois Hitler podporoval Německou nacionální stranu (Deutsche Nationalpartei), liberální, volnomyšlenkářské a antiklerikální hnutí prosazující zachování německé kultury jako vůdčího elementu v rakouských zemích. V Leondingu udržoval blízké styky s velkostatkářem Josefem Mayrhoferem († 1932), v letech 1897–1903 starostou a pozdějším poručníkem Hitlerových dětí Adolfa a Pavly. Na obecní úrovni se zajímal o otázky školství, dopravy a bezpečnosti, na zemské úrovni o otázky církve a Badeniho jazyková nařízení. Pro leondinskou pobočku Německé nacionální strany vykonával funkci podobnou stranickému sekretáři, například psal články a čtenářské dopisy pro týdeník Linzer Tages-Post.

## Sociální postavení Aloise Hitlera
Stavovská příslušnost ke státnímu úřednictvu habsburské monarchie zaručovala Aloisi Hitlerovi určitá privilegia, například volební právo bez ohledu na výši daňového odvodu. Jeho roční výdělek vrchního celního oficiála 1 100 zlatých plus místní příplatek 220 zlatých v Pasově a 250 zlatých v Linci byl dostatečně vysoký na to, aby volební právo závislé na výši daňového odvodu získal i bez tohoto privilegia. Volební právo mu zaručovala i roční penze ve výši 1 200 zlatých zdaněná 0,8 %. Výší příjmů se Alois Hitler řadil mezi horní desetinu obyvatelstva. Byl zámožný, ale zdaleka ne bohatý. Špičkové výdělky ležely nad 20 000 zlatých ročně. Služba státního úředníka u celní správy rakouské monarchie s sebou nesla časté změny místa pobytu. Státní úředníci získávali domovské právo automaticky vždy v té obci, v níž jim bylo vykázáno služební působiště. S odchodem do penze zůstalo Aloisi Hitlerovi a jeho rodině domovské právo v Linci, jeho posledním služebním působišti. V obcích, ve kterých vlastnil dům a pozemek získal po dobu vlastnictví obyvatelské právo.

## Teorie podle Hanse Franka
Hitlerův otec se narodil jako nemanželské dítě. Hitlerova babička Maria Anna Schicklgruberová měla údajně pracovat jako služka u židovské rodiny obchodníka Leopolda Frankenbergera ve Štýrském Hradci. Tam měla také otěhotnět. Mladé služebné byly tehdy údajně přivedeny často do jiného stavu svými pány a následně rychle provdávány či vyplaceny, aby se na vrtochy jejich zaměstnavatelů nepřišlo. Hans Frank psal o možném otěhotnění babičky Marie s židovským obchodníkem Leopoldem. Ten měl podle Franka Marii dobře zaplatit, aby o jeho otcovství nikde nemluvila.
Historici však začali prověřovat matriky Štýrského Hradce, kde Hitlerova babička Maria měla údajně pracovat. Z úředních záznamů v matrikách se zjistily dvě zásadní okolnosti – ve Štýrském Hradci v uvedené době nežila žádná rodina jménem Frankenberger, ani žádná jiná židovská rodina. Židé byli totiž z města vyhnáni už v 15. století a povolení vstupu dostali opět až v roce 1856, tedy 19 let po narození Hitlerova otce Aloise.
Podle matričních záznamů žila Maria v době otěhotnění ve své rodné vesnici Strones, ležící severně od Vídně, v krajině Waldviertel. Zde pracovala na statku u rodiny Trummelschlagerů. Ti jsou také v tamní matrice uvedeni jako kmotr a kmotra malého Aloise.
V šířených teoriích o možném židovském dědečku se uvádí Hitlerova babička jako mladá služebná, děvče. I v tomto případě je skutečnost odlišná. Maria Anna Schicklgruberová se narodila v dubnu 1795. Alois Schicklgruber, otec Adolfa Hitlera, se narodil v roce 1837 – tedy v jejích 42 letech. Navíc, pokud se v té době narodilo dítě nezadané mladé služce, bylo okamžitě jasné, odkud vítr vane. „Řeči“ byly v tehdejší době na denním pořádku a těhotné služebné by si jistě všimla i paní domu.
Žádná svatba se však nekonala, a žena uvedla na křestním listě „otec neznámý“. I nadále žila v rodném domě a pracovala na statku u rodinných známých, kmotra a kmotry malého Aloise. Maria se vdala až pět let po jeho narození. Vzala si Johanna Georga Hiedlera, ovdovělého mlynáře z vedlejší vesnice. Ten je v současné době považován za nejpravděpodobnějšího otce malého Aloise. Podle statistik bylo v Dolních Rakousích v té době u více než 40 % narozených dětí konstatováno „otec neznámý“. Vliv na to mohla mít, podobně jako dnes, nechuť tehdejších párů stvrdit okamžitě sňatkem své společné soužití.

## Děti
S Franziskou Matzelsbergerovou:
- Alois Hitler ml. (1882–1956)
- Angela Hitlerová (1883–1949)

S Klárou Pölzlovou:
- Gustav Hitler (1885–1887), zemřel na záškrt
- Ida Hitlerová (1886–1887), zemřela na záškrt
- Adolf Hitler (1889–1945)
- Otto Hitler (1892–1892), žil pouhé tři dny
- Edmund Hitler (1894–1900), zemřel na spalničky
- Paula Hitlerová (1896–1960)